# Acipenser medirostris
Acipenser medirostris és una espècie de peix pertanyent a la família dels acipensèrids. Es troba a Nord-amèrica, des de les illes Aleutianes i el golf d'Alaska fins a Ensenada (Mèxic).

## Descripció
Pot arribar a fer 250 cm de llargària màxima (normalment, en fa 130) i 159 kg de pes. 33-35 radis tous a l'aleta dorsal. 22-28 radis tous a l'aleta anal.

## Història natural
Hom creu que fa la posta en aigua dolça. És un peix d'aigua dolça, salabrosa i marina; demersal; anàdrom i de clima temperat (10 °C-20 °C; 65°N-32°N, 166°W-114°W) que viu entre 0-80 m de fondària. Pot assolir els 60 anys.
És comestible però els seus sabor i olor són desagradables. És inofensiu per als humans.

## Estat de conservació
Les seues principals amenaces són la construcció de preses, la dessecació dels rierols, la pèrdua de pous profunds, la inundació del seu hàbitat pels embassaments i la contaminació de l'aigua. A més, la caça furtiva que pateix al curs inferior del riu Fraser és preocupant.